# Jean-Christophe Guinchard
Pour les articles homonymes, voir Guinchard.
Jean-Christophe Guinchard, né le 1er novembre 1967 à Saint-Julien-en-Genevois, est un triathlète suisse, champion de Suisse en 1997 et vice-champion d'Europe en 1998.

## Carrière
En 1997, Jean-Christophe Guinchard est médaillé de bronze du Triathlon international de Nice, qui fait office de championnats du monde de triathlon longue distance.
En 1998, il est médaillé d'argent des championnats d'Europe de triathlon à Velden et 7e des championnats du monde de triathlon à Lausanne, en deçà de ses aspirations de médaille, alors qu'il était en tête après la course à vélo avant d'être victime de crampes d'estomac lors de la course à pied. Ce résultat du champion de Suisse 1997 est alors le meilleur de l'histoire du triathlon suisse dans des championnats du monde.
Il se classe 11e des championnats d'Europe 2000 à Stein ce qui le qualifie pour les Jeux olympiques d'été de 2000 à Sydney, où il termine à la 24e place.
Il devient par la suite conseiller en prévoyance. Il ne quitte pas entièrement le domaine sportif, étant notamment à la tête de l'organisation des Championnats du monde de VTT et de trial 2011 à Champéry.

## Famille
Son fils Loïc Guinchard pratique aussi le triathlon ; les père et fils participent ensemble à l'Ironman d'Hawaï en 2016,.

## Palmarès
Le tableau présente les résultats les plus significatifs (podium) obtenus sur le circuit international de triathlon depuis 1995.
| Année | Compétition                                             | Pays     | Position           | Temps           |
| ----- | ------------------------------------------------------- | -------- | ------------------ | --------------- |
| 1999  | Coupe d'Europe de triathlon : étape de Milan            | Italie   | Médaille de bronze | 1 h 42 min 41 s |
| 1998  | Championnats d'Europe de triathlon à Velden             | Autriche | Médaille d'argent  | 1 h 51 min 9 s  |
| 1998  | Championnats d'Europe de triathlon par équipes (Hommes) | Autriche | Médaille d'or      | 55 min 50 s     |
| 1998  | Coupe du monde de triathlon : étape de Zurich           | Suisse   | Médaille de bronze | 1 h 45 min 25 s |
| 1998  | Grand Prix de triathlon - Étape de Bourges              | France   | Médaille de bronze | Timing          |
| 1997  | Coupe du monde de triathlon : étape d'Embrun            | France   | Médaille d'argent  | 2 h 3 min 29 s  |
| 1997  | Championnat du monde longue distance                    | France   | Médaille de bronze | 5 h 41 min 0 s  |
| 1997  | Championnats de Suisse                                  | Suisse   | Médaille d'or      | Timing          |
| 1995  | Coupe du monde de triathlon : étape de Southampton      | Bermudes | Médaille de bronze | 1 h 56 min 6 s  |